# Ранги (Тексас)
Ранги (енгл. Runge) град је у америчкој савезној држави Тексас. По попису становништва из 2010. у њему је живело 1.031 становника.

## Демографија
Према попису становништва из 2010. у граду је живело 1.031 становника, што је 49 (4,5%) становника мање него 2000. године.
| Група             | 2000.       | 2010.       |
| Белци             | 254 (23,5%) | 295 (28,6%) |
| Афроамериканци    | 24 (2,2%)   | 22 (2,1%)   |
| Азијати           | 0 (0,0%)    | 5 (0,5%)    |
| Хиспаноамериканци | 801 (74,2%) | 706 (68,5%) |
| Укупно            | 1.080       | 1.031       |